# Laimaphelenchus lignophilus
Laimaphelenchus lignophilus är en rundmaskart. Laimaphelenchus lignophilus ingår i släktet Laimaphelenchus och familjen Aphelenchidae. Inga underarter finns listade i Catalogue of Life.